# Frédéric Zitter
Pas d'image ? Cliquez ici

a Compétitions nationales et continentales officielles uniquement.

b Matchs officiels uniquement.
Frédéric Zitter, né le 28 octobre 1979 à Arles, est un ancien joueur de rugby à XIII français formé à Saint-Martin-de-Crau.
Frédéric Zitter a porté les couleurs des Dragons Catalans durant la saison 2006 de Super League, au poste d'ailier. Il a également représenté la France, marquant deux essais contre l'Australie en 2004. Il a évolué à Montpellier avec les « Diables Rouges » de 2009 à 2011 où il finit sa carrière de joueur. Il se reconvertit alors dans le cross fit .
Il est également l'époux d'Audrey Zitter, qui, en 2013, devient la première femme a entrainé une équipe masculine en France, puisqu'elle entraine le club de Montpellier XIII pendant trois saisons.
Fin des années 2010, il dirige une salle de CrossFit, ce qui ne l'empêche pas de poursuivre des activités en lien avec le rugby à XIII comme faire partie de l'encadrement du club de Saint-Georges-d'Orques.